# Слугоцький Олександр Богданович
Олександр Богданович Слугоцький (8 жовтня 1969, м. Чортків, Тернопільська область — 6 жовтня 2022, біля с. Івано-Дар'ївка, Донецька область) — український військовослужбовець, капітан Збройних сил України, учасник російсько-української війни. Кавалер ордена «За мужність» III ступеня (2023, посмертно), Почесний громадянин міста Тернополя (2022, посмертно).

## Життєпис
Олександр Слугоцький народився 8 жовтня 1969 року в місті Чорткові, нині Чортківської громади Чортківського району Тернопільської области України.
До мобілізації понад 24 роки працював у газовому господарстві м. Тернопіль. Загинув 6 жовтня 2022 року під час виконання бойового завдання біля с. Івано-Дар'ївка  Донецької області.
Похований 13 жовтня 2022 року в м. Тернопіль.

## Нагороди
- орден «За мужність» III ступеня (1 травня 2023, посмертно) — за особисту мужність, виявлену у захисті державного суверенітету та територіальної цілісності України, самовіддане виконання військового обов'язку[1];
- почесний громадянин міста Тернополя (14 листопада 2022, посмертно)[2][3].